# Benny Cederfeld de Simonsen
Benny Cederfeld de Simonsen, född 1865, död 1952, var en dansk fredsaktivist. 
Hon gifte sig 26 juli 1892 med godsägaren Hans Christian Frederik Wilhelm Cederfeld de Simonsen. 
Hon var pacifist och blev 1916 engagerad i Danske Kvinders Fredskæde, senare Kvindernes Internationale Liga for Fred og Frihed (KILFF), en dansk sektion å Women’s International League for Peace and Freedom (WILPF). Som sådan motsatte hon sig splittring i fredsrörelsen och bildade att stort antal lokalföreningar. Hon var ordförande i Fyns avdelning och vice ordförande i huvudstyrelsen 1931-1939. Hon deltog i internationella kongresser i Dublin 1926, Prag 1929, Grenoble 1932, Zürich 1934 och Luhacovice 1937. 
Under andra världskriget engagerade hon sig mot förintelsen. Före ockupationen av Danmark lyckades hon i mars 1940 i samarbete med Danske Kvinders Nationalråd och Jødisk Kvindeforening att skaffa inresetillstånd för 320 judiska barn från Centraleuropa. 